# Spider-Man (film)
Spider-Man är en amerikansk film som hade biopremiär i USA den 3 maj 2002, i regi av Sam Raimi. I huvudrollerna syns bland andra Tobey Maguire, Kirsten Dunst och Willem Dafoe. Filmen är baserad på den tecknade serien med samma namn. På Oscarsgalan 2003 nominerades filmen för bästa ljud och bästa specialeffekter men förlorade mot Chicago respektive Sagan om de två tornen.

## Handling
Den nördige tonåringen Peter Parker (Tobey Maguire) blir biten av en genetisk muterad spindel och utvecklar krafter som gör honom till superhjälten Spider-Man. I början använder Peter krafterna för egen vinning men efter att ha låtit bli att stoppa en rånare som sedan mördar hans farbror Ben börjar han istället hjälpa andra. Men han blir tvungen att slåss mot sin bäste vän Harrys (James Franco) far Norman Osborn (Willem Dafoe) som har blivit den galne superskurken Green Goblin efter att ett experiment gick fel.

## Rollista (i urval)
- Tobey Maguire – Peter Parker / Spider-Man
- Willem Dafoe – Norman Osborn / Green Goblin
- Kirsten Dunst – Mary Jane Watson
- James Franco – Harry Osborn
- Cliff Robertson – Ben Parker
- Rosemary Harris – May Parker
- J.K. Simmons – J. Jonah Jameson
- Joe Manganiello – Flash Thompson
- Gerry Becker – Maximilian Fargas
- Bill Nunn – Joseph "Robbie" Robertson
- Jack Betts – Henry Balkan
- Stanley Anderson – General Slocum
- Ron Perkins – Dr. Mendel Stromm
- Michael Papajohn – Dennis Carradine / Bilkaparen
- K.K. Dodds – Simkins
- Ted Raimi – Hoffman
- Bruce Campbell – Ring Announcer
- Elizabeth Banks – Betty Brant
- Randy Savage – Bonesaw McGraw
- John Paxton – Bernard
- Stan Lee – Besökare på festival (cameo)

## Om filmen
- När Spider-Man och Green Goblin är i luften filmas Spider-Man i en greenscreen och Green Goblin i en bluescreen, Spider-Man har en röd/blå dräkt och Green Goblin en grön dräkt, så om figurerna filmades tvärtom med skärmarna skulle de båda försvinna från bilden på grund av färgerna på deras dräkter.
- Då filmen spelades in gjordes en scen som utspelade sig på World Trade Center i New York. Efter terrorattackerna i USA den 11 september 2001 ansågs det olämpligt att ha en scen där dessa byggnader fanns med. Därför blev de tvungna att göra andra scener som skulle ersätta de där World Trade Center fanns med i, bland annat syns istället den amerikanska flaggan i bakgrunderna.[2] Detta innebar i sin tur att produktionen av filmen försenades något och premiären, först planerad till november 2001, sköts upp till 3 maj 2002. World Trade Center finns dock med på vissa reklamposters för filmen som företaget Sony inte hann kalla tillbaka.
- När filmen hade premiär spelade den in över en miljard kronor under de tre första dagarna, vilket var ett rekord.[3]
- Tobey Maguire och Sam Raimi bestämde sig att inte göra en fjärde Spider-Man film. Det kom istället en reboot som hade premiär på bio den 3 juli 2012. Marc Webb stod för regin och Andrew Garfield fick ta över rollen som Peter Parker.[4]

## Uppföljare
- Spider-Man 2 (2004)
- Spider-Man 3 (2007)
- The Amazing Spider-Man (2012, reboot)[5]
- The Amazing Spider-Man 2 (2014)